# Deal or No Deal (album)
Deal or No Deal è il secondo album discografico del rapper di Pittsburgh Wiz Khalifa. È stato pubblicato il 24 novembre 2009. L'album ha venduto 5,900 nella prima settimana di pubblicazione e circa 55.000 in totale.

## Tracce
1. Bout Y'all (feat. Josh Everette) - 4:00
2. Chewy - 3:09
3. Friendly (feat. Curren$y) - 3:25
4. Goodbye (feat. Johnny Juliano) - 3:14
5. Hit tha Flo - 3:02
6. Lose Control - 3:34
7. Moola & the Guap (feat. Lavish & L.C.) - 4:32
8. Studio Lovin - 4:18
9. Right Here (feat. Josh Everette) - 4:14
10. Red Carpet (Like a Movie) (feat. Kev da Hustla) - 3:34
11. Superstar - 3:22
12. Take Away - 3:21
13. This Plane - 3:16
14. Who I Am - 3:31
15. Young Boy Talk - 3:23

## Classifiche
| Classifica (2010)                     | Posizione più alta |
| ------------------------------------- | ------------------ |
| U.S. Billboard Top R&B/Hip-Hop Albums | 25                 |